# Fiete Krugel-Hartig
Frieda Wilhelmine Martha Krugel-Hartig, adoptierte Krugel (* 5. Februar 1898 in Lübeck; † 17. August 1982 ebenda), war eine deutsche Schauspielerin.

## Leben
Die leiblichen Eltern Fiete Krugel-Hartigs sind namentlich nicht bekannt. Sie wurde von dem Zollinspektor Paul Krugel adoptiert und wuchs in Stettin auf. 1917 stand Krugel-Hartig erstmals in Hanau auf der Bühne, weiter spielte sie unter anderem in Darmstadt, Frankfurt am Main und Wiesbaden.
Nach ihrer Eheschließung mit dem Theaterintendanten Rudolf Hartig im Jahr 1935, ging Krugel-Hartig gemeinsam mit ihrem Mann 1939 an das Nordmark-Landestheater nach Schleswig, wo er ebenfalls den Intendantenposten übernahm. Ihre Antrittsrolle dort war die Titelfigur in dem Stück Die Neuberin. Auch nach dem Ende des Zweiten Weltkrieges trat sie weiter in Schleswig auf, bis sie 1950 erneut an das wiedergegründete Nordmark-Landestheater unter der Intendanz von Horst Gnekow verpflichtet wurde. Dort spielte sie 1957 zu ihrem 40-jährigen Bühnenjubiläum in dem Ein-Personen-Stück Langusten von Fred Denger, zehn Jahre später feierte sie als Claire Zachanassian in Friedrich Dürrenmatts Komödie Der Besuch der alten Dame ihr 50-jähriges Jubiläum als Bühnenschauspielerin.
Als 1974 das Nordmark-Landestheater aufgelöst wurde, kehrte Krugel-Hartig in ihre Geburtsstadt zurück und setzte ihre Laufbahn am Theater Lübeck fort. Bereits 80-jährig wurde sie von Boy Gobert für zwei Rollen an das Hamburger Thalia Theater engagiert, wo sie als Marina in Onkel Wanja von Anton Tschechow und als Baucis in Faust II von Johann Wolfgang von Goethe zu sehen war.

## Filmografie
- 1970: Thomas Chatterton
- 1979: Onkel Wanja
- 1981: Flächenbrand
- 1982: Jonny Granat
- 1982: Die Fischer von Moorhövd – Der neue Mann
- 1984: Jagger und Spaghetti